# 湯平駅
湯平駅（ゆのひらえき）は、大分県由布市湯布院町下湯平にある、九州旅客鉄道（JR九州）久大本線の駅である。特急「ゆふ」号の停車駅である。ゆふいんの森号は停車しない。

## 歴史
- 1923年（大正12年）9月29日：大湯線の庄内駅 - 当駅間の開通に伴い、開業[2][3][5]。
- 1925年（大正14年）7月29日：大湯線の当駅 - 北由布駅（現・由布院駅）間が開通[2][3][6][7]。
- 1951年（昭和26年）1月：待合室と売店を増築[4]。
- 1954年（昭和29年）2月：駅事務室を増築[4]。
- 1966年（昭和41年）：駅前広場完成[4]。
- 1971年（昭和46年）2月20日：貨物の取り扱いを廃止[8]。業務委託駅となる[9]。
- 1984年（昭和59年）
  - 1月20日：荷物扱い廃止[8]。無人化[4]。駅舎改築に着手[4]。
  - 6月8日：改築駅舎完成[10]。
- 1987年（昭和62年）4月1日：国鉄分割民営化により九州旅客鉄道が継承[11]。
- 2012年（平成24年）7月21日 - 8月27日：九州北部豪雨の影響により、通常は当駅を通過する特急ゆふいんの森が臨時特急として停車をする[12]。

かつて久大線に急行のみが運行されていた時代、急行の「ゆのか」と「ゆふ」は由布院同様に当駅にも停車していた。

## 駅構造
相対式ホーム2面2線を有する地上駅である。互いのホームは跨線橋で連絡している。
無人駅。駅舎には下川簡易郵便局が入っている。かつては観光案内所・JAも入っていたが、現在は閉鎖されている。
湯平温泉街が「男はつらいよ」第三十作目『男はつらいよ 花も嵐も寅次郎』の舞台になったことから、地域活性化を目的として、湯平観光協会が2006年（平成18年）10月17日に2番ホームの待合所を改装し、ロケ時に使われた写真などを掲示した「寅さん思い出の待合所」として公開している。また、待合所の中には駅ノートの設置と、ホームには実際に渥美清がロケ時に使用したベンチ「縁結びのベンチ」を設置している。

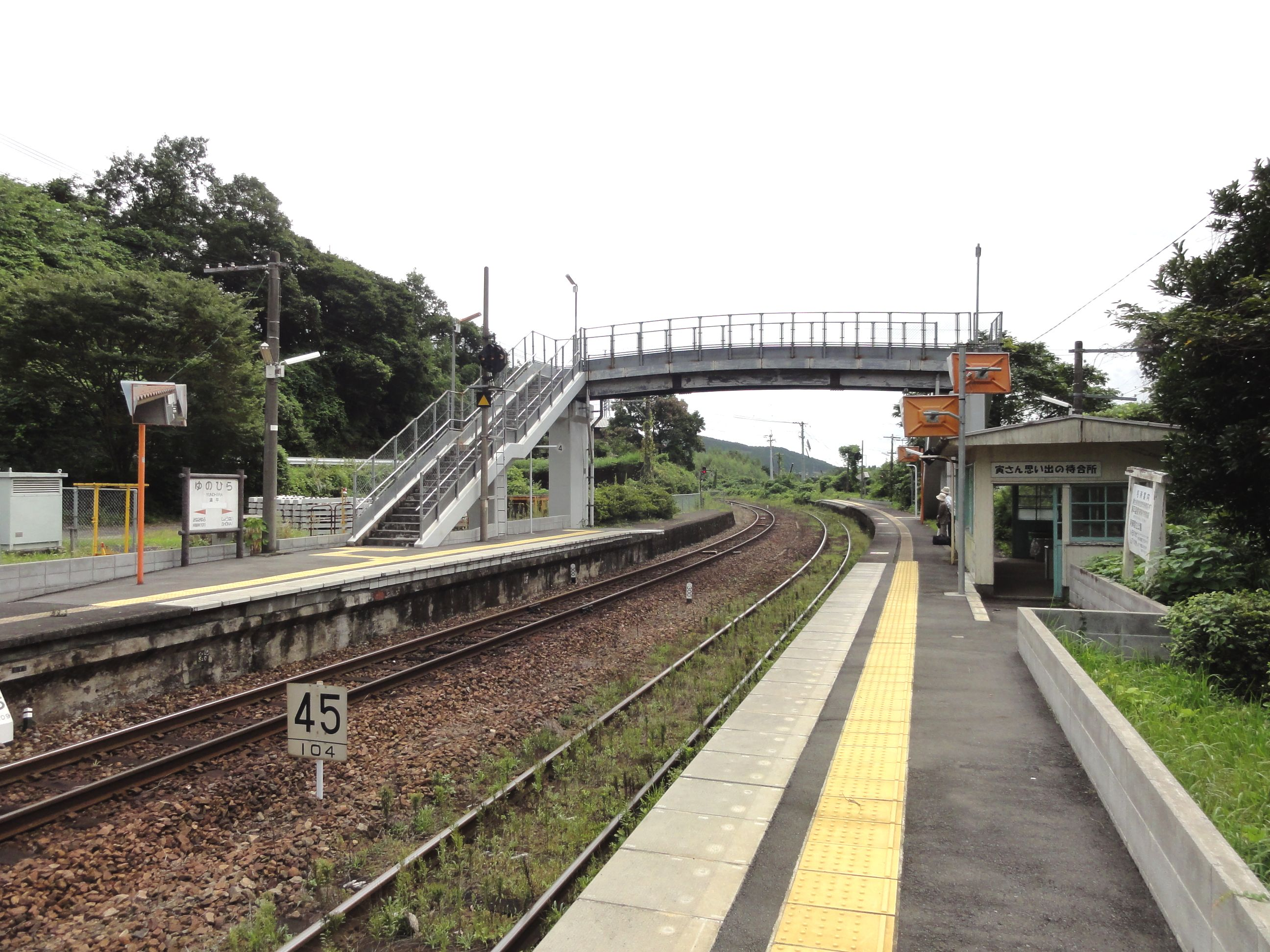
ホーム
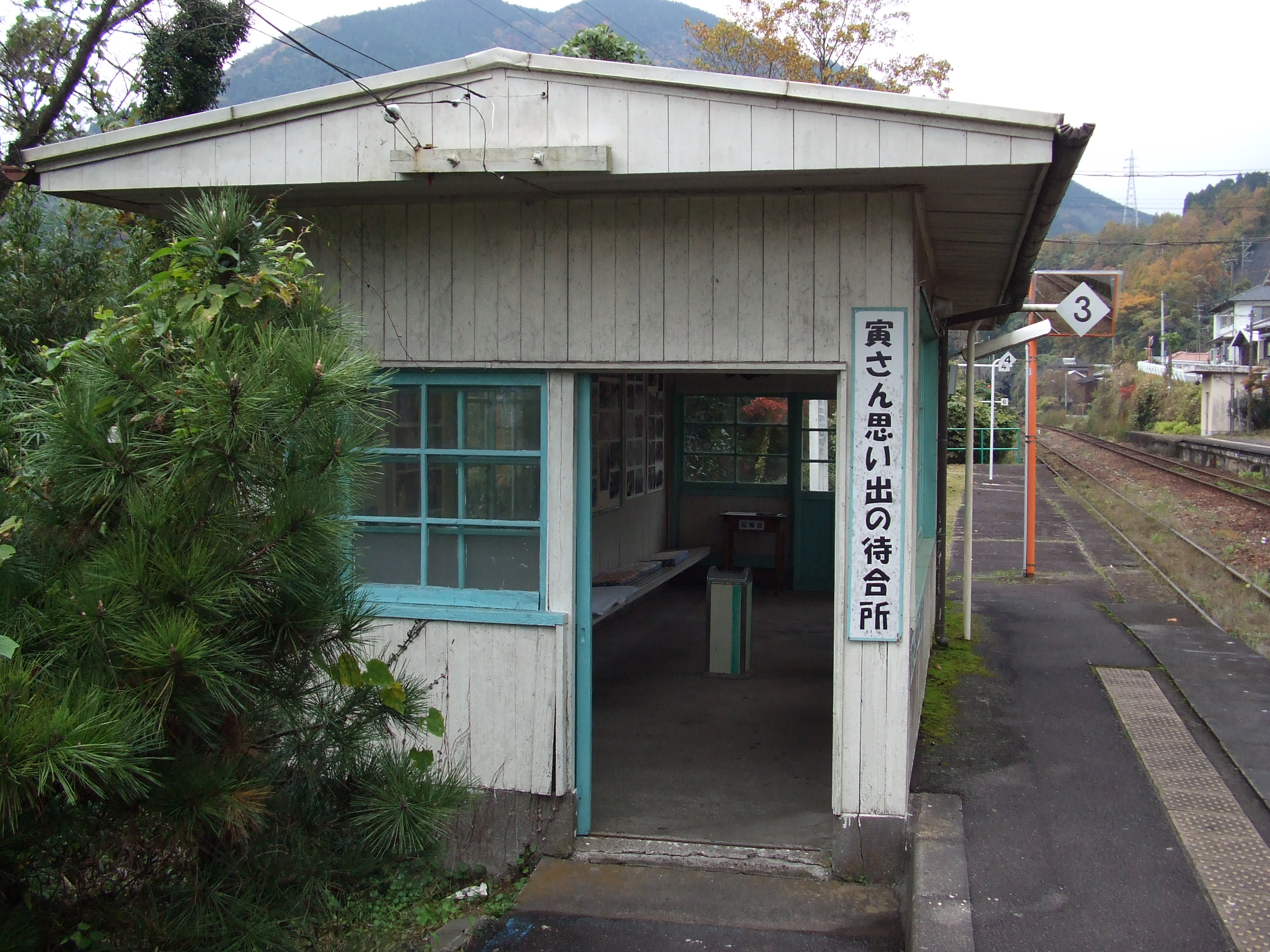
待合所（外観）
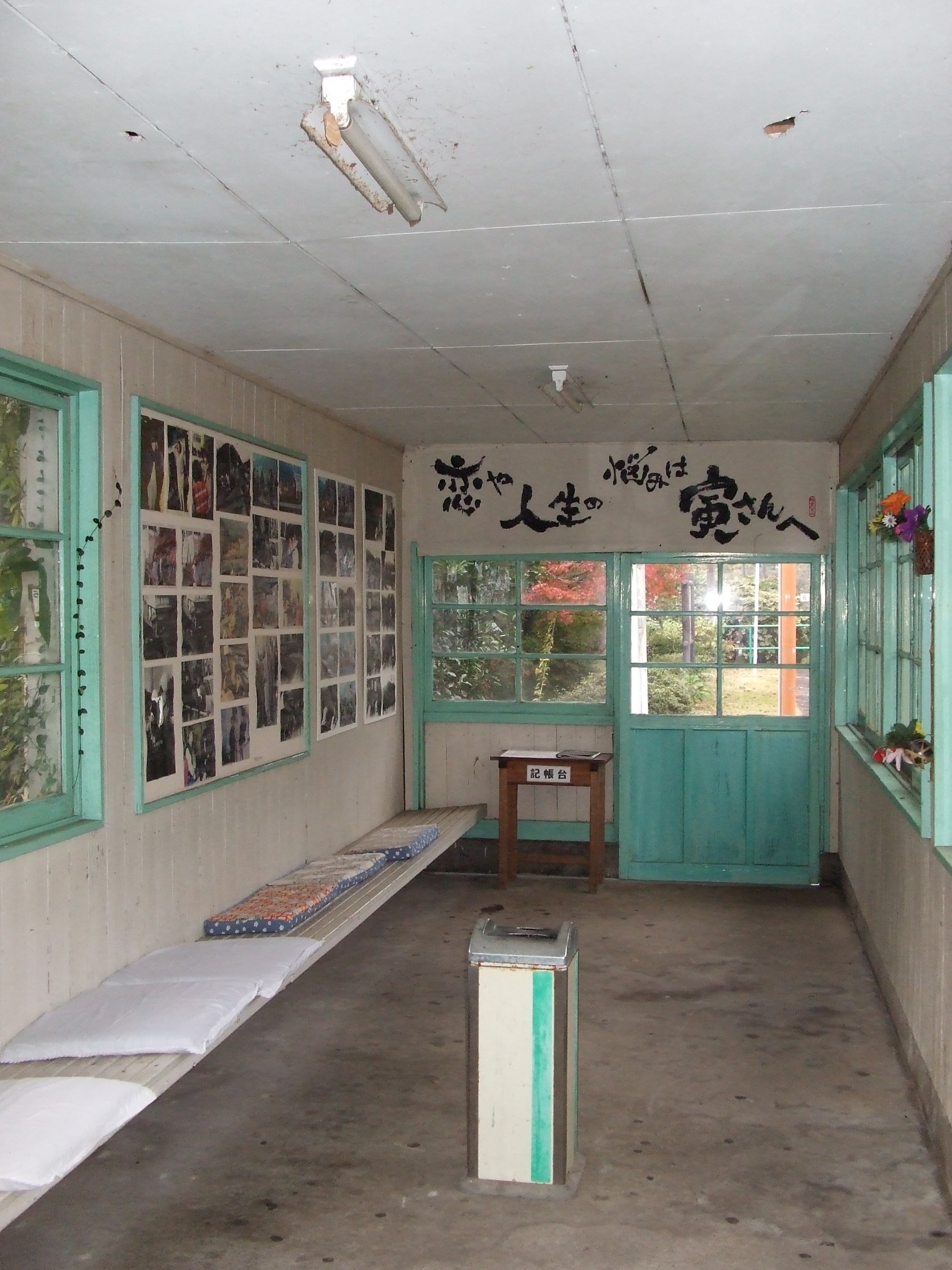
待合所（内観）
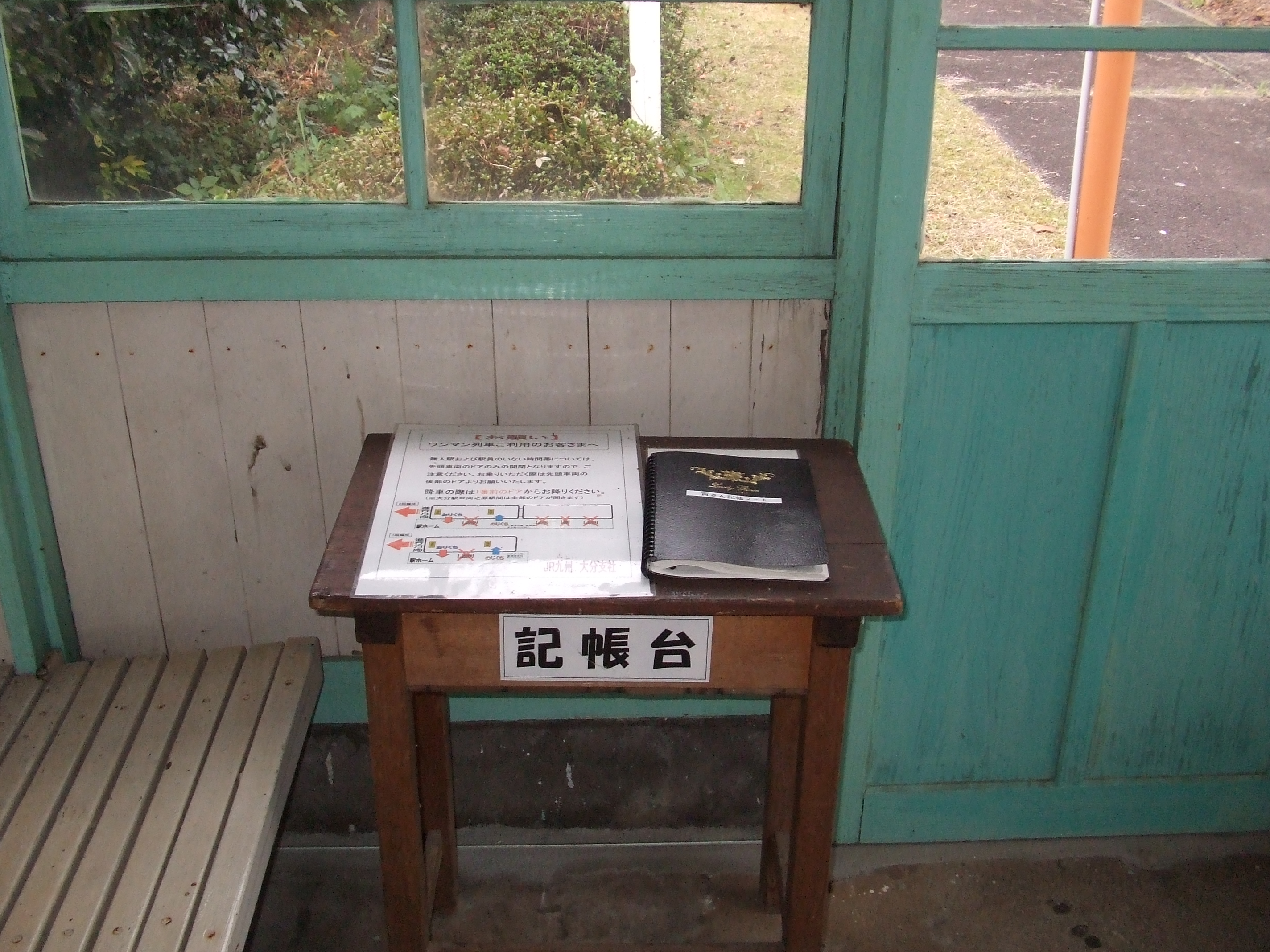
駅ノート

### のりば
| のりば | 路線      | 方向 | 行先            |
| ------ | --------- | ---- | --------------- |
| 1      | ■久大本線 | 下り | 大分方面        |
| 2      | ■久大本線 | 上り | 由布院･日田方面 |

## 利用状況
1965年（昭和40年）度には乗車人員が232,359人（定期外:78,678人、定期:153,681人）、降車人員が234,400人で、手荷物（発送:216個、到着:212個）や小荷物（発送:885個、到着:1,639個）も取り扱っていた。
2015年（平成27年）度の乗車人員は10,749人（定期外:2,210人、定期:8,539人）、降車人員は16,665人である。
※1日平均乗車人員の数値は各年度版「大分県統計年鑑」による年間乗車人員の値を各年度の日数で割った値。
| 年度               | 年間 乗車人員 | 定期外 乗車人員 | 定期 乗車人員 | 一日平均 乗車人員* | 年間 降車人員 | 出典                     |
| ------------------ | ------------- | --------------- | ------------- | ------------------ | ------------- | ------------------------ |
| 1965年（昭和40年） | 232,359       | 78,678          | 153,681       | -                  | 234,400       | [ 17 ]                   |
| -                  | -             | -               | -             | -                  | -             | -                        |
| 1990年（平成2年）  | 50,243        | 22,348          | 27,895        | -                  | 59,624        | [ 19 ]                   |
| 1991年（平成3年）  | 44,612        | 17,596          | 27,016        | -                  | 54,233        | [ 20 ]                   |
| 1992年（平成4年）  | 34,709        | 10,108          | 24,601        | -                  | 45,000        | [ 21 ]                   |
| 1993年（平成5年）  | 41,664        | 16,675          | 24,989        | -                  | 36,228        | [ 22 ]                   |
| 1994年（平成6年）  | 48,589        | 19,818          | 28,771        | -                  | 42,445        | [ 23 ]                   |
| 1995年（平成7年）  | 44,111        | 17,890          | 26,221        | -                  | 46,682        | [ 24 ]                   |
| 1996年（平成8年）  | 39,799        | 16,692          | 23,107        | -                  | 43,183        | [ 25 ]                   |
| 1997年（平成9年）  | 35,256        | 14,911          | 20,345        | -                  | 38,415        | [ 26 ]                   |
| 1998年（平成10年） | 33,738        | 14,064          | 19,674        | -                  | 36,679        | [ 27 ]                   |
| 1999年（平成11年） | 34,367        | 14,277          | 20,090        | -                  | 37,255        | [ 28 ]                   |
| 2000年（平成12年） | 29,577        | 11,497          | 18,080        | 81                 | 33,732        | [ 29 ]                   |
| 2001年（平成13年） | 26,897        | 10,527          | 16,370        | 74                 | 30,349        | [ 30 ]                   |
| 2002年（平成14年） | 26,772        | 10,504          | 16,268        | 73                 | 30,035        | [ 31 ]                   |
| 2003年（平成15年） | 23,526        | 8,830           | 14,696        | 65                 | 27,603        | [ 32 ]                   |
| 2004年（平成16年） | 17,362        | 3,580           | 13,782        | 48                 | 25,286        | [ 33 ]                   |
| 2005年（平成17年） | 16,778        | 2,728           | 14,050        | 42                 | 22,072        | [ 34 ]                   |
| 2006年（平成18年） | 16,778        | 2,728           | 14,050        | 46                 | 22,072        | [ 35 ]                   |
| 2007年（平成19年） | 15,942        | 2,832           | 13,110        | 44                 | 20,909        | [ 36 ]                   |
| 2008年（平成20年） | 13,485        | 2,274           | 11,211        | 37                 | 18,996        | [ 37 ]                   |
| 2009年（平成21年） | 13,174        | 1,915           | 11,259        | 36                 | 17,788        | [ 38 ] [ 注釈 1 ]        |
| 2010年（平成22年） | 11,741        | 2,436           | 9,305         | 32                 | 15,879        | [ 40 ] [ 注釈 1 ]        |
| 2011年（平成23年） | 12,088        | 1,935           | 10,153        | 33                 | 16,784        | [ 41 ] [ 注釈 1 ]        |
| 2012年（平成24年） | 12,394        | 1,690           | 10,704        | 34                 | 16,779        | [ 42 ] [ 注釈 1 ]        |
| 2013年（平成25年） | 13,294        | 1,811           | 11,483        | 36                 | 17,703        | [ 43 ] [ 注釈 1 ]        |
| 2014年（平成26年） | 11,170        | 1,938           | 9,232         | 31                 | 16,673        | [ 44 ] [ 45 ] [ 注釈 1 ] |
| 2015年（平成27年） | 10,749        | 2,210           | 8,539         | 29                 | 16,665        | [ 18 ] [ 46 ] [ 注釈 1 ] |

- 一日平均乗車人員は年間乗車人員の値を各年度の日数で割った値。

## 駅周辺
湯平温泉の最寄り駅であるが、当駅から約3.5キロメートル離れた温泉街への交通手段はタクシーのみである。かつては大分バスと亀の井バスが路線バスを運行していたが、2007年（平成19年）までにすべて廃止されている。
- 下川簡易郵便局
- 湯平温泉
- 国道210号
- 湯平幼稚園

## 隣の駅
九州旅客鉄道（JR九州）
■久大本線
- 特急「ゆふ」停車駅

南由布駅 - 湯平駅 - 庄内駅